# Susanne Börnicke
Susanne Börnike (Ciudad de Brandeburgo, Alemania, 13 de agosto de 1968) es una nadadora retirada especializada en pruebas de estilo braza. Fue campeona de Europa en 100 y 200 metros braza durante el Campeonato Europeo de Natación de 1989.
Participó en los 1988 representando a la República Democrática Alemana.

## Palmarés internacional
| Campeonato Europeo de Natación | Campeonato Europeo de Natación | Campeonato Europeo de Natación | Campeonato Europeo de Natación |
| Año                            | Lugar                          | Medalla                        | Prueba                         |
| ------------------------------ | ------------------------------ | ------------------------------ | ------------------------------ |
| 1985                           | Sofia (Bulgaria)               | Medalla de bronce              | 200 m estilos                  |
| 1989                           | Bonn (Alemania)                | Medalla de oro                 | 100 m braza                    |
| 1989                           | Bonn (Alemania)                | Medalla de oro                 | 200 m braza                    |
| 1989                           | Bonn (Alemania)                | Medalla de oro                 | 4x100 m estilos                |